# Yoshihiro Natsuka
Yoshihiro Natsuka, född 7 oktober 1969 i Chiba prefektur, Japan, är en japansk tidigare fotbollsspelare.